# 紀元前591年
紀元前591年（きげんぜん591ねん）は、西暦（ローマ暦）による年。紀元前1世紀の共和政ローマ末期以降の古代ローマにおいては、ローマ建国紀元163年として知られていた。紀年法として西暦（キリスト紀元）がヨーロッパで広く普及した中世時代初期以降、この年は紀元前591年と表記されるのが一般的となった。

## 他の紀年法
- 干支 : 庚午
- 日本
  - 皇紀70年
  - 神武天皇70年
- 中国
  - 周 - 定王16年
  - 魯 - 宣公18年
  - 斉 - 頃公8年
  - 晋 - 景公9年
  - 秦 - 桓公13年
  - 楚 - 荘王23年
  - 宋 - 文公20年
  - 衛 - 穆公9年
  - 陳 - 成公8年
  - 蔡 - 景侯元年
  - 曹 - 宣公4年
  - 鄭 - 襄公14年
  - 燕 - 宣公11年
- 朝鮮
  - 檀紀1743年
- ユダヤ暦 : 3170年 - 3171年

## できごと

### 中国
- 晋と衛の連合軍が斉を攻撃し、陽穀に達した。斉の頃公は晋の景公と繒で盟を交わし、公子彊を人質として晋に送ったので、晋軍は凱旋した。
- 魯の宣公の使者が楚に赴いて出兵を請い、斉に侵攻しようとした。
- 邾の人が鄫の君主を鄫で殺害した。
- 魯の公孫帰父が斉に亡命した。

## 死去
- 楚の荘王
- 魯の宣公